# 圣乔治骑士约瑟夫·布洛涅

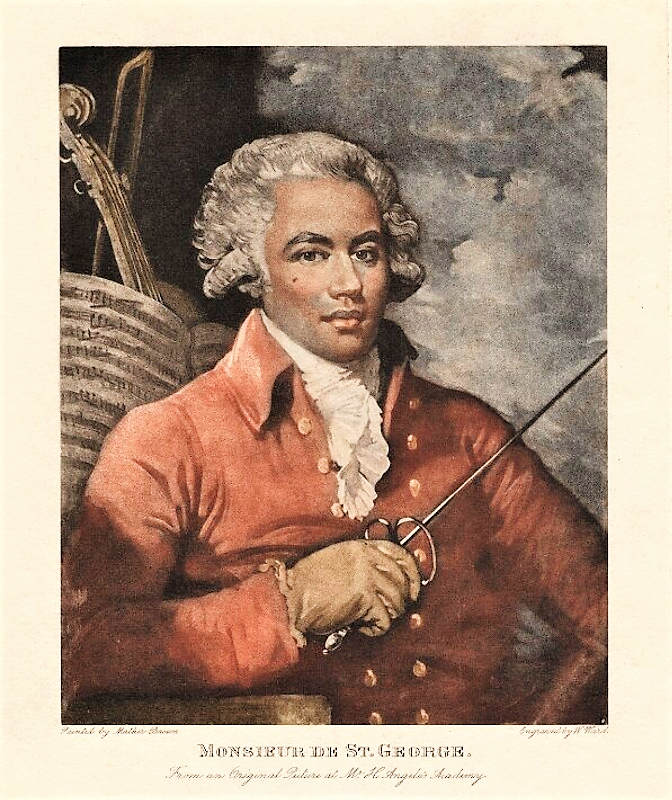
圣乔治骑士约瑟夫·布洛涅

圣乔治骑士约瑟夫·布洛涅 ( 1745年12月25日 – 1799年6月9日）是一位法国黑人小提琴家、指挥家、作曲家、士兵、击剑愛好者和舞蹈家。他创作了一系列小提琴协奏曲、弦樂四重奏、奏鸣曲、交響曲作品。  由於圣乔治与沃尔夫冈·阿玛多伊斯·莫扎特是同时代人，有时他被称为“黑莫扎特”。 

## 生平
他出生于瓜德罗普，父亲是白人种植园主，母亲是克里奥尔人，是种植园中幹活的人。七岁时，圣乔治骑士约瑟夫·布洛涅來到法蘭西王國本土讀書。1773年，他成為一家乐团的指挥。 
1776年起，圣乔治开始在巴黎国家歌剧院指挥。.1789年法国大革命爆发后，圣乔治前往英国。後來又回到法兰西第一共和国並加入位於里尔的国民自卫军。由於他被指曾與玛丽·安托瓦内特和路易-菲利普二世·德·奧爾良勾結，因而成為恐怖时期被打壓的對象，在此期間他累計被關押時長至少達11个月。 